# Турьянский сельский совет (Краснопольский район)
Турьянский сельский совет (укр. Тур'янська сільська рада) — входит в состав
Краснопольского района
Сумской области
Украины.
Административный центр сельского совета находится в 
с. Турья
.

## Населённые пункты совета
- с. Турья
- с. Марьино
- пос. Миропольское
- с. Проходы